# Бордовицына, Татьяна Валентиновна
Татьяна Валентиновна Бордовицына (род. 1940) — советский и российский учёный-физик и астроном, педагог, специалист по изучению искусственных малых тел Солнечной системы, в том числе спутников Юпитера, доктор физико-математических наук (1979), профессор (1979). Заслуженный профессор ТГУ (2010). Заслуженный работник высшей школы Российской Федерации (2002).

## Биография
Родилась 28 декабря 1940 года в Новосибирске.
С 1958 по 1963 год обучалась на механико-математическом факультете Томского государственного университета.
С 1963 года на научно-педагогической работе в Томском государственном университете в должностях: с 1963 по 1968 год — ассистент кафедры астрономии и геодезии, одновременно с 1968 года на научно-исследовательской работе в НИИ прикладной математики и механики ТГУ: с 1968 по 1970 год — старший научный сотрудник, с 1970 по 1971 год — заведующая лабораторией небесной механики, с 1978 по 1992 год — заведующая отделом небесной механики и астрометрии. С 1974 года на физическом факультете Томского государственного университета: 1974 по 1977 и с 2002 года — заведующая кафедрой астрономии и космической геодезии, с 1977 года — доцент и профессор кафедры теоретической и небесной механики. Одновременно (по совместительству) с 2002 года — заведующая кафедрой динамики космического полёта и спутниковой геодезии Обсерватории ТГУ.
В 1972 году Т. В. Бордовицына была утверждена в учёной степени кандидат физико-математических наук по теме: «Улучшение орбиты VII спутника Юпитера с учетов возмущений в коэффициентах условных уравнений аналитическими и численными методами», в 1979 году — доктор физико-математических наук. В 1977 году приказом ВАК ей было присвоено учёное звание  доцент, в 1979 году — профессор. В 2010 году ей было присвоено почётное звание — Заслуженный профессор ТГУ.

## Научно-педагогическая деятельность
Основная научно-педагогическая деятельность Т. В. Бордовицыной связана с вопросами в области динамики естественных и искусственных малых тел Солнечной системы, в том числе с исследованиями спутников Юпитера. Т. В. Бордовицыной были разработаны алгоритмы и методы в области исследования происхождения и эволюции метеорных потоков, процессов образования, распределении и эволюции космического мусора, решения задачи идентификации наблюдений и объектов по измерениям с Земли и из космоса, исследования движения комет, астероидов и спутников планет.  В ТГУ читала курсы лекций по вопросам связанным с космической геодезии, методами небесной механики, теории ньютоновского потенциала и движения ИСЗ. Член Экспертной рабочей группы по космическим угрозам РАН.
Бородовицына была автором более 100 научных трудов и монографий,
в том числе «Теории движения и эфемериды VI и VII спутников Юпитера на 1979—2000 годы» (1978), «Современные численные методы в задачах небесной механики» (1984), «Астрономия и геодезия» (1989), «Численные и численно-аналитические алгоритмы прогнозирования движения ИСЗ» (1991), «Теория движения искусственных спутников Земли. Аналитические и численные методы» (2016) и многочисленных научных работ опубликованных в научных журналах.
В честь Татьяны Валентиновны Бордовицыной назван астероид (9262) Bordovitsyna.
21 сентября 2002 года Указом Президента России «За заслуги в научной работе,  значительный вклад в дело подготовки высококвалифицированных специалистов» Т. В. Бордовицына была удостоена почётного звания — Заслуженный работник высшей школы Российской Федерации.

## Награды
- Медаль «За трудовую доблесть» (1986)[3]
- Заслуженный работник высшей школы Российской Федерации (2002)[8]